# Štola Leithund
Štola Leithund pochází z počátku dolování v Jáchymově. Její ústí je v podobě z poloviny šestnáctého století a portál z roku 1852. Ten je dnes do poloviny pod úrovní terénu. Do devatenáctého století štola sloužila k těžbě stříbra ze žíly Dorothea, ve dvacátém století při těžbě uranu sloužila jako větrací důlní dílo. Ústí štoly je chráněno jako kulturní památka ČR.

## Portál
Portál se dochoval v podobě z roku 1852. Na klenáku je vytesaný nápis K.K. Leithund stolln A 1852. Nachází se u silnice I/25 při konci města ve směru na Boží Dar. Ústí je zabetonováno a dílo je tak nepřístupné.